# Dev Patel
Dev Patel (London, 1990. április 23. –) BAFTA-díjas indiai származású angol színész. 
Hírnevét a Skins című brit sorozatnak és a 2008-ban bemutatott Gettómilliomos című filmnek köszönheti.

## Gyermekkora
Patel Londonban született 1990. április 23-án, szülei indiai bevándorlók. A színész a Longfield Middle School-ra járt, később a Whitmore High Schoolba ment. Színészi tehetségére már az iskolai színjátszó körben is felfigyeltek. 

## Színészi pályafutása
Karrierjét egyértelműen a brit Skins című sorozat indította el, melynek az első és második évadjában is szerepelt. Dev színészi pályafutásának következő mérföldkövét az jelentette, mikor 2007-ben megkapta Jamal Malik szerepét a Gettómilliomos című drámában. Az ebben a filmben nyújtott alakításáért számos díjat nyert, ez a film hozta meg számára az igazi sikert. 2010-ben Az utolsó léghajlító című film egyik szerepét, majd 2011-ben a Keleti nyugalom – Marigold Hotel című film főszerepét is megkapta. A színészt 2014-ben A belső út című filmben láthattuk, 2015-ben pedig a Keleti nyugalom – A második Marigold Hotel, a Chappie és Az ember, aki ismerte a végtelent című filmekben szerepelt.

## Magánélete
2009-ben kezdett járni a Gettómilliomos sztárjával, Freida Pintóval. 2014. december 10-én a pár bejelentette, hogy közel hat éves kapcsolat után szakítottak.
2017 márciusában nyilvánosságra került Patel kapcsolata Tilda Cobham-Hervey ausztrál színésznővel, akivel kilenc hónappal korábban ismerkedett meg a Hotel Mumbai forgatásán.

## Filmográfia

### Film
| Év   | Magyar cím                                   | Eredeti cím                               | Szerep                        | Magyar hang    | Rendező              |
| ---- | -------------------------------------------- | ----------------------------------------- | ----------------------------- | -------------- | -------------------- |
| 2008 | Gettómilliomos                               | Slumdog Millionaire                       | Jamal Malik                   | Molnár Levente | Danny Boyle          |
| 2008 | Gettómilliomos                               | Slumdog Millionaire                       | Jamal Malik                   | Molnár Levente | Loveleen Tandan      |
| 2010 | Az utolsó léghajlító                         | The Last Airbender                        | Zuko                          | Előd Botond    | M. Night Shyamalan   |
| 2011 | Keleti nyugalom – Marigold Hotel             | The Best Exotic Marigold Hotel            | Sonny Kapoor                  | Czető Roland   | John Madden (1.)     |
| 2012 |                                              | About Cherry                              | Andrew                        |                | Stephen Elliott      |
| 2014 | A belső út                                   | The Road Within                           | Alex                          |                | Gren Wells           |
| 2015 | Keleti nyugalom – A második Marigold Hotel   | The Second Best Exotic Marigold Hotel     | Sonny Kapoor                  | Czető Roland   | John Madden (2.)     |
| 2015 | Chappie                                      | Chappie                                   | Deon Wilson                   | Molnár Levente | Neill Blomkamp       |
| 2015 | Az ember, aki ismerte a végtelent            | The Man Who Knew Infinity                 | Srínivásza Rámánudzsan        | Molnár Levente | Matthew Brown        |
| 2016 | Yesterday – Vissza a gyerekkorba             | Only Yesterday                            | Tosio (angol hangja)          | Szabó Máté     | Takahata Iszao       |
| 2016 | Oroszlán                                     | Lion                                      | Saroo Brierley                | Czető Roland   | Garth Davis          |
| 2018 | Hotel Mumbai                                 | Hotel Mumbai                              | Arjun                         | Fehér Tibor    | Anthony Maras        |
| 2018 | Az esküvői vendég                            | The Wedding Guest                         | Jay                           | Klem Viktor    | Michael Winterbottom |
| 2019 | David Copperfield rendkívüli élete           | The Personal History of David Copperfield | Copperfield Dávid             | Fekete Ernő    | Armando Iannucci     |
| 2019 | Keresem a testem                             | I Lost My Body                            | Naofel (angol hangja)         |                | Jérémy Clapin        |
| 2020 |                                              | Roborovski (rövidfilm)                    | nem szerepel                  | –              | Dev Patel (1.)       |
| 2020 | Tilda Cobham-Hervey                          | Roborovski (rövidfilm)                    | nem szerepel                  | –              |                      |
| 2021 | A zöld lovag                                 | The Green Knight                          | Gawain                        | Brasch Bence   | David Lowery         |
| 2023 | Henry Sugar csodálatos története (rövidfilm) | The Wonderful Story of Henry Sugar        | Dr. Chatterjee / John Winston | Molnár Levente | Wes Anderson (1.)    |
| 2023 | Méreg (rövidfilm)                            | Poison                                    | Woods                         |                | Wes Anderson (2.)    |
| 2024 | A Majomember                                 | Monkey Man                                | Kölyök                        | Fehér Tibor    | Dev Patel (2.)       |
| 2025 |                                              | Rabbit Trap                               | Darcy Davenport               |                | Bryn Chainey         |

### Televízió

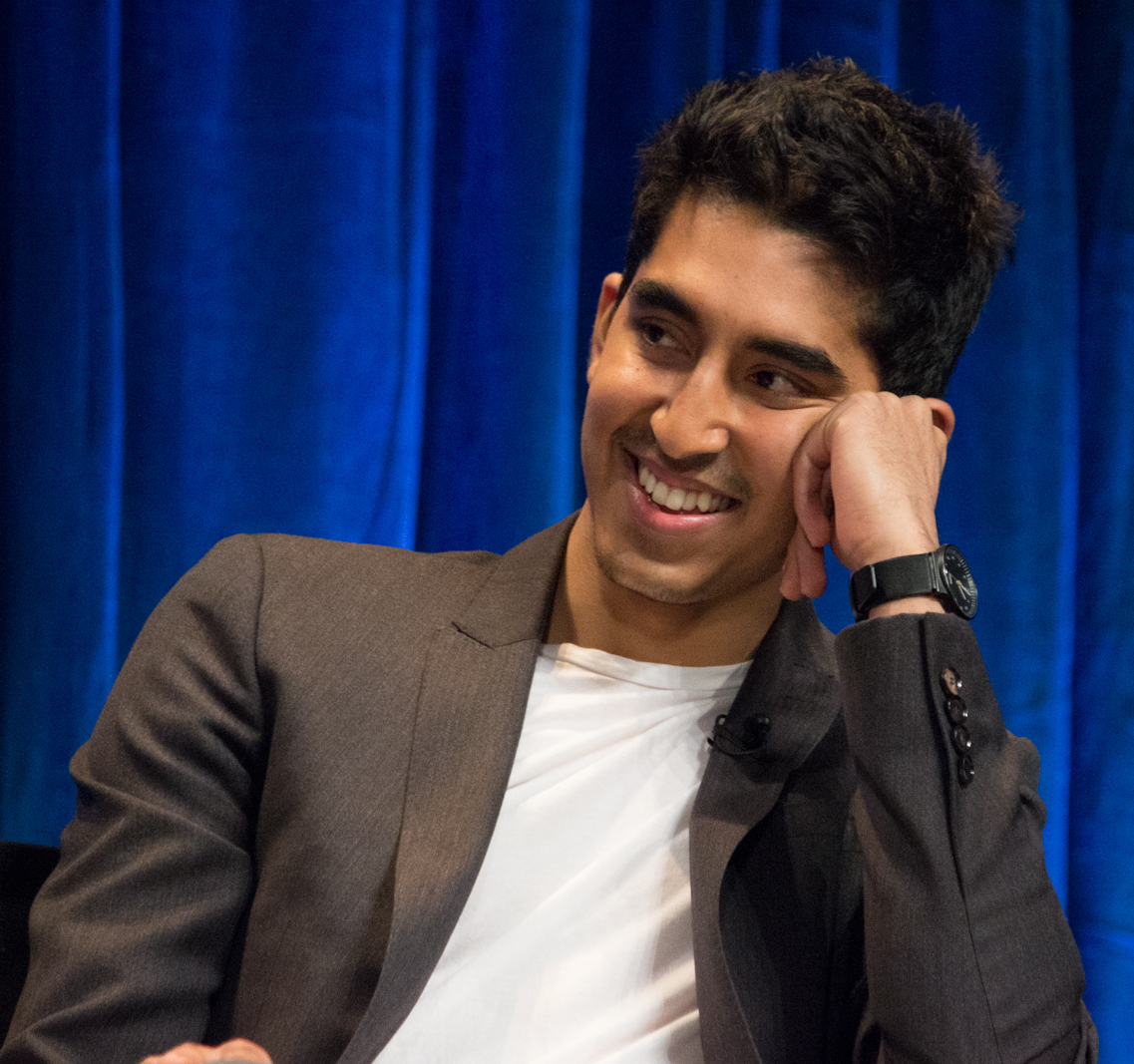
2013-ban

| Év        | Magyar cím      | Eredeti cím      | Szerep        | Megjegyzések                               |
| --------- | --------------- | ---------------- | ------------- | ------------------------------------------ |
| 2007–2008 | Skins           | Skins            | Anwar Kharral | 18 epizód                                  |
| 2009      |                 | Mister Eleven    | hotel pincér  | 1 epizód                                   |
| 2012–2014 | Híradósok       | The Newsroom     | Neal Sampat   | főszereplő                                 |
| 2019      | Modern szerelem | Modern Love      | Joshua        | - 2 epizód - magyar hangja: - Czető Roland |
| 2019      |                 | India From Above | narrátor      | 2 epizód                                   |

## Díjak és jelölések
- 2008 Black Reel Award – "Best Actor" – Gettómilliomos
- 2008 Black Reel Award – "Best Breakthrough Performance" – Gettómilliomos
- 2008 Chicago Film Critics Association (CFCA) Award – "Most Promising Newcomer" – Gettómilliomos
- 2008 National Board of Review (NBR) Award – "Best Breakthrough Performance by an Actor" – Gettómilliomos
- 2008 Screen Actors Guild Award – "Outstanding Performance by a Cast in a Motion Picture" – Gettómilliomos
- 2008 Washington D.C. Area Film Critics Association (WAFCA) Award – "Best Breakthrough Performance" – Gettómilliomos
- 2008 Phoenix Film Critics Society (PFCS) Award – "Breakout on Camera" – Gettómilliomos
- 2008 British Independent Film Award – "Most Promising Newcomer" – Gettómillomos
- 2009 Critics' Choice Award – "Best Young (Under 21) Performer (Actor/Actress)" – Gettómilliomos
- 2009 Online Film & Television Association (OFTA) – " Best Breakthrough Performance - Male" – Gettómilliomos
- 2009 Richard Attenborough Film Award – "Best Breakthrough" – Gettómilliomos
- 2009 Richard Attenborough Film Award – "Rising Star of the Year" – Gettómilliomos
- 2009 Screen Actors Guild Award – "Outstanding Performance by a Cast in a Motion Picture" – Gettómilliomos
- 2014 Napa Valley Film Festival – "Best Actor" – The Road Within
- 2015 Milano International Film Festival Awards (MIFF Awards) – "Best Supporting Actor" – The Road Within

## Fordítás
- Ez a szócikk részben vagy egészben  a   Dev Patel című angol Wikipédia-szócikk fordításán alapul.  Az eredeti cikk szerkesztőit annak laptörténete sorolja fel. Ez a jelzés csupán a megfogalmazás eredetét és a szerzői jogokat jelzi, nem szolgál a cikkben szereplő információk forrásmegjelöléseként.